# Ушаков Сергій
Сергій Ушаков (укр. Сергій Ушаков, нар. 11 травня 1968 року) — колишній український шосейний велогонщик, який виступав за професійні команди з 1993 року по 2002 рік. Ушаков вигравав етапи на всіх трьох Гранд Турах. У 1997 році на 11 етапі Тур де Франс Ушаков також першим перетнув фінішну межу, однак за недотримання прямолінійності руху у фінальному спринті був класифікований на третє місце. Він був членом збірної України на Олімпійських іграх 1996 року в Атланті та 2000 року в Сіднеї.

## Основні досягнення
1992
Giro del Mendrisiotto
1993
Вуельта Іспанії:
переможець 18 етапу
1994
Acht van Chaam
1995
Джиро д'італія:
переможець 20 етапу
Profronde van Surhuisterveen
Тур де Франс:
переможець етапу 13
Етуаль de Bessèges
1996
Джиро д'італія:
переможець етапу 12
1997
GP Chiasso
1999
Вуельта Іспанії:
переможець етапу 10
2000
 Чемпіон України в гонці з загальним стартом